# Campylopodiella flagellacea
Campylopodiella flagellacea är en bladmossart som beskrevs av G. Frahm och Isoviita 1988. Campylopodiella flagellacea ingår i släktet Campylopodiella och familjen Dicranaceae. Inga underarter finns listade i Catalogue of Life.